# Magnolia shiluensis
Magnolia shiluensis är en magnoliaväxtart som först beskrevs av Woon Young Chun och Yeng Fen Wu, och fick sitt nu gällande namn av Richard B. Figlar. Magnolia shiluensis ingår i släktet Magnolia och familjen magnoliaväxter. Inga underarter finns listade i Catalogue of Life.